# Накидка (комплект защиты вооружений)
«Накидка» — комплект разработанный и используемый в российской армии, для защиты (камуфляж) бронетехники от рекогносцировки, войсковой разведки и высокоточного оружия противника.
Состоит из специального синтетического теплоизоляционного и радиопоглощающего материала, температура внешней поверхности которого соответствует температуре окружающего воздуха. Комплект защиты для танка состоит из 8—10 деталей, раскроенных по основным его элементам: башня, лобовой лист, крыша моторного отсека и т. д.
По заявлениям производителя, применение «Накидки» позволяет снизить в 2—3 раза вероятность обнаружения танка инфракрасными головками самонаведения, во всех диапазонах радиолокации заметность боевой машины снижается до шести и более раз. В радиотепловом диапазоне танк с «Накидкой» на экране оператора или в головке самонаведения почти сливается с фоном. Это достигается использованием фартуков спереди и сзади танка, а также удлинённых бортовых экранов из комплекта «Накидки». Прицельная дальность некоторых моделей противотанковых управляемых ракет ПТУР с радиолокационным и тепловым методом наведения также сокращается.
Известно, что Армения закупила партию «накидок» для своих вооружённых сил.
Разработан и серийно производится московским Научно-исследовательским институтом стали (ОАО «НИИ стали»). Указом Президента РФ разрешена продажа за рубеж. Стоимость комплекта на декабрь 2005 года составляла 2675 долларов США.

## На вооружении
- Армения (Вооружённые силы Армении)[1]
- Россия